# 8155 Батталіні
8155 Батталіні (8155 Battaglini) — астероїд головного поясу.
Тіссеранів параметр щодо Юпітера — 3,347.